# Wisterzée
Wisterzée is een gehucht in de gemeente Court-Saint-Étienne in de Belgische provincie Waals-Brabant.
Wisterzée ligt in het noorden van de gemeente, tegen de grens met Céroux-Mousty in buurgemeente Ottignies-Louvain-la-Neuve. Het gehucht ligt minder dan een kilometer ten noordwesten van het oude dorpscentrum van Court-Saint-Étienne, waarmee het tegenwoordig vergroeid is. De bebouwing van Wisterzée is ook vergroeid met die van Mousty in het noorden.

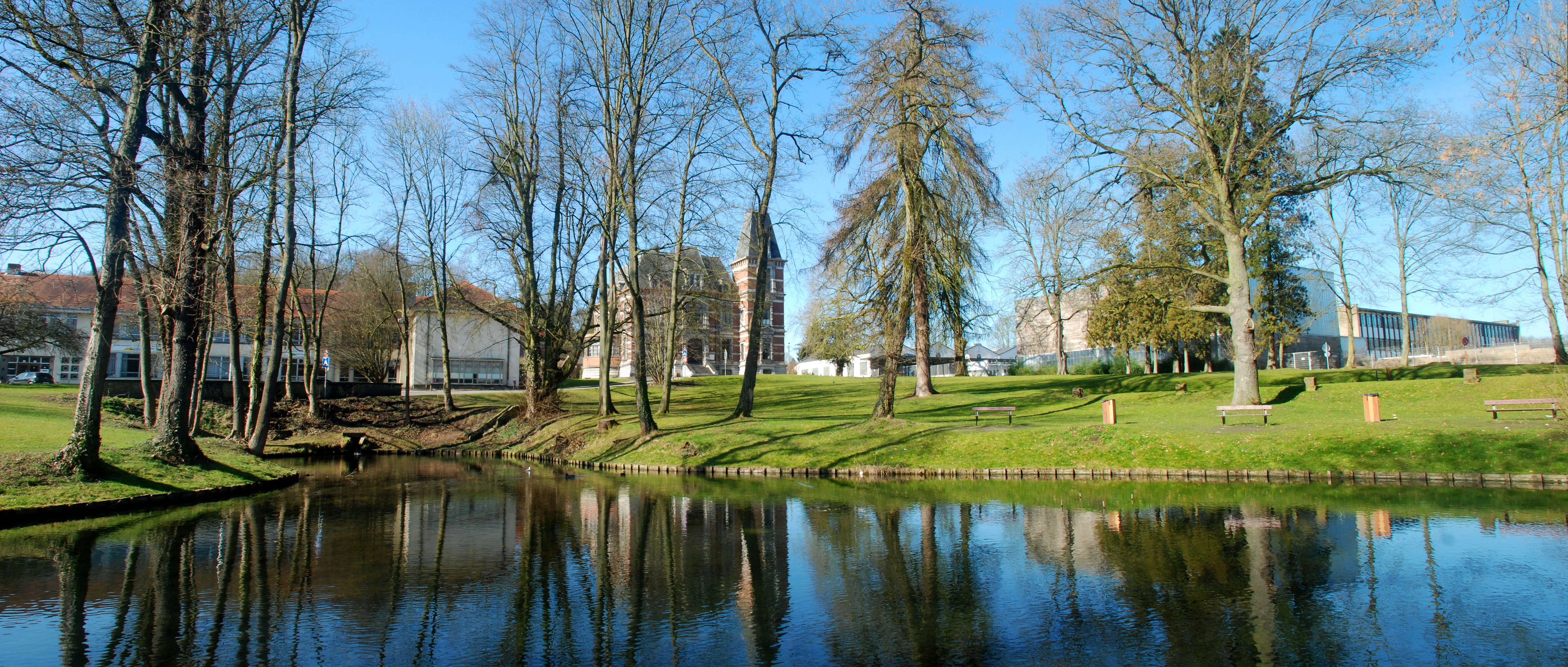
Parc de Wisterzée

Langs Wisterzée stroomt de Dijle.

## Geschiedenis
Op de Ferrariskaart uit de jaren 1770 is hier wat bebouwing aangeduid, maar zonder plaatsnaam. 
In de eerste helft van de 19de eeuw werd langs Wisterzée in noord-zuidrichting de weg tussen Waver en Genepiën aangelegd. Op de Atlas der Buurtwegen uit 1841 is de plaats aangeduid als het gehucht Wisterzée. De Vandermaelenkaart uit het midden van de 19de eeuw geeft het kasteel Chateau de Wisterzee aan.
Door toenemende industrialisering tussen Court-Saint-Étienne en Wisterzée en nabij de Dijle, raakt het gehucht vergroeid met het centrum van  Court-Saint-Étienne.
Door verdere woonuitbreidingen in noordelijke richting, raakte Wisterzée ook vergroeid met Mousty in Céroux-Mousty.

## Bezienswaardigheden
- Het Château de Wisterzée is een neorenaissancekasteel van 1874. In 1919 kwam een vakopleiding in het kasteel.
- Het Château du Neufbois was een bakstenen kasteel in eclectische trant, gebouwd in 1901 door industrieel Emile Henricot. Het werd echter gesloopt in 2011.

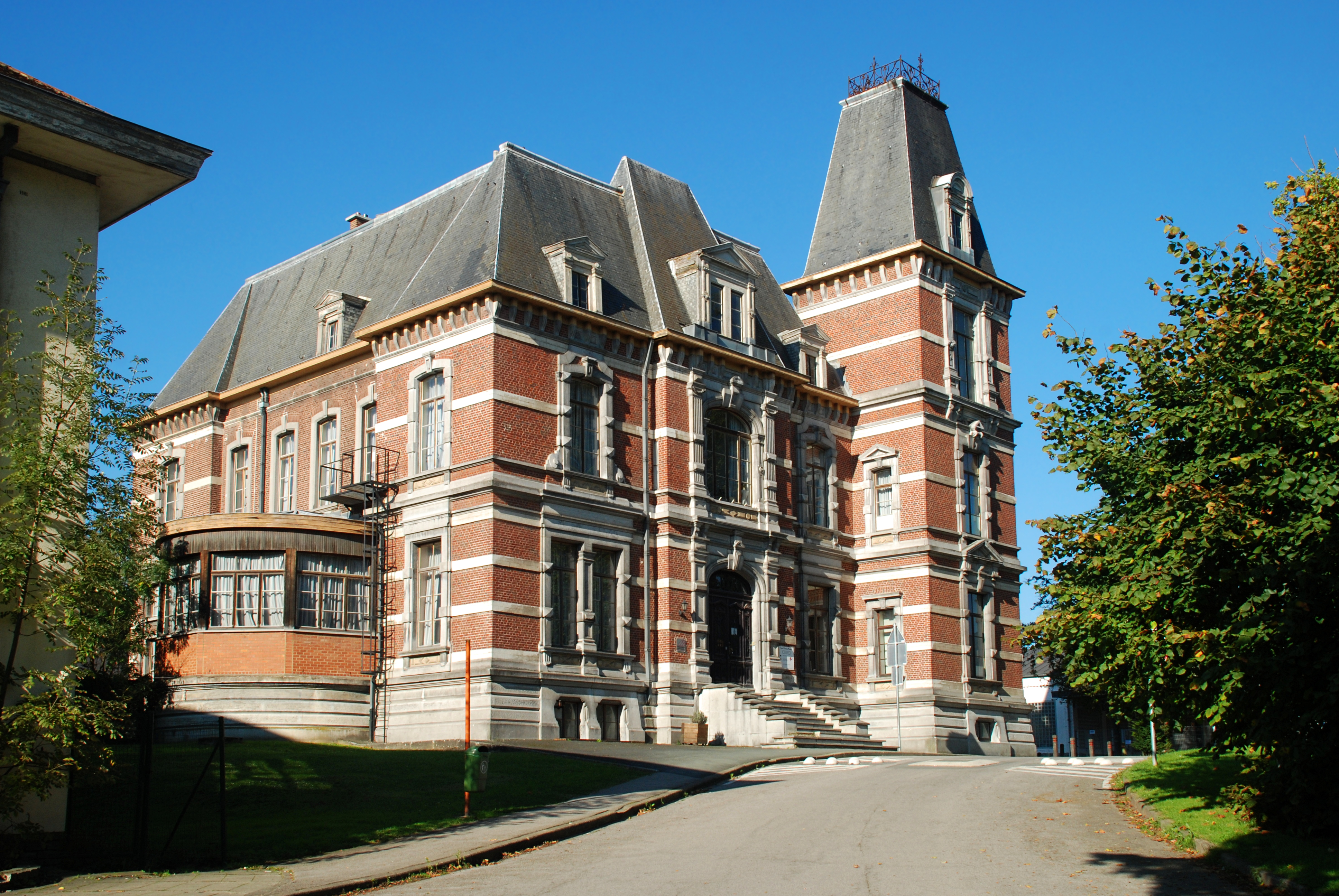
Château de Wisterzée
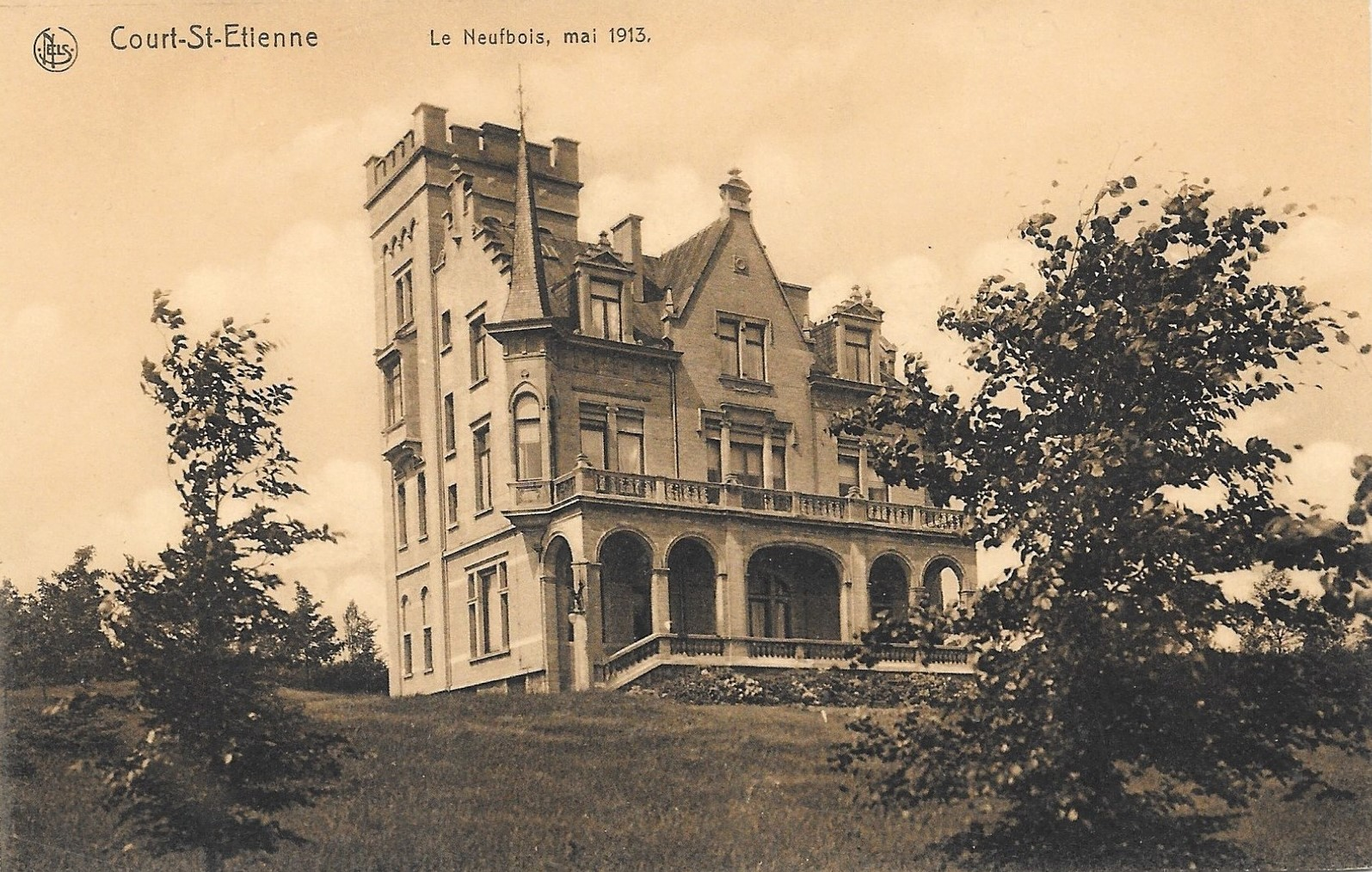
Château du Neufbois (gesloopt)

## Verkeer en vervoer
Door Wisterzée loopt van noord naar zuid de N237 (Avenue des Combattants), de oude weg van Ottignies naar Genepiën. Deze weg kruist in Wisterzée de N275, die als Chaussée de Bruxelles in noordwestelijke richting Rixensart loopt, en als Avenue de Wisterzée in zuidoostelijke richting naar het dorpscentrum van Court-Saint-Étienne.
Net ten oosten van Wisterzée staat het station Court-Saint-Étienne langs de spoorlijn Ottignies-Charleroi.
Dorpen en gehuchten: Beaurieux · Bruyère du Sart · Le Chenoy · Court-Saint-Étienne · Faux · Limauges · Mérivaux · La  Roche · Ruchaux ·  Sart-Messire-Guillaume · Suzeril · Tangissart · Wisterzée

Belgische gemeenten · Arrondissement Nijvel · Waals-Brabant · Wallonië